# خدابخش (بازیکن فوتبال)
خدابخش (انگلیسی: Khuda Bakhsh؛ زادهٔ ۱۰ ژانویهٔ ۱۹۸۰) بازیکن فوتبال اهل پاکستان بود.
وی همچنین در تیم ملی فوتبال پاکستان بازی کرده است.